# Dudu (соціальна мережа)
Dudu — багатомовна соціальна мережа, в якій користувачі з різних країн можуть спілкуватися один з одним, не замислюючись про мову співрозмовника. Це стало можливим завдяки вбудованому в соціальну мережу перекладачеві фраз з однієї мови на іншу.
Соціальна мережа надає багатофункціональний сервіс для спілкування, самовираження та розваг.